# Joseph Xuereb
Joseph Xuereb (1º luglio 1957) è un ex calciatore maltese, di ruolo attaccante.

## Carriera

### Nazionale
Ha collezionato 14 presenze con la propria Nazionale.